# .fo
.fo là tên miền Internet cấp cao nhất dành cho quốc gia (ccTLD) của Đảo Faroe. Bất kỳ tên miền nào cũng nên tương ứng với một thương hiệu của người đăng ký (đơn loại A). Tuy nhiên nó cho phép đăng ký một tên miền mà không cần sở hữu thương hiệu tương ứng (đơn loại B) nhưng những thực thể sở hữu thương hiệu như vậy có thể yêu cầu phản đối trong vòng 20 ngày sau việc đăng ký tên miền và sẽ lấy tên miền đó cho mình.